# Suani Tavares Rubim de Pinho
Suani Tavares Rubim de Pinho (Salvador, 1964) é uma física brasileira, professora titular da Universidade Federal da Bahia (UFBA), conhecida por sua atuação na física estatística, sistemas complexos e modelagem matemática aplicada às ciências da vida. Sua pesquisa interdisciplinar aborda temas como dinâmica de doenças transmissíveis, crescimento tumoral e redes complexas em sistemas biológicos. Também se destaca na defesa da participação feminina na ciência e na gestão acadêmica. Ingressou como docente em 1987 na Universidade Estadual de Feira de Santana, passando a integrar o quadro docente da Universidade Federal da Bahia em 1990. Atualmente professora titular da UFBA, sua trajetória acadêmica é marcada pelas atividades de ensino e pesquisa e, nos últimos anos, incluindo atividades de extensão e gestão. Na extensão, contribui, desde 2011, com ações voltadas à participação das mulheres na ciência e atua, de 2015 a 2019 como Conselheira da Sociedade Brasileira de Física; na gestão acadêmica, assumiu a chefia de Gabinete da Reitoria da UFBA no reitorado de João Carlos Salles de 2014 a 2022.
É associada da Sociedade Brasileira de Física (SBF), da Sociedade Brasileira de Matemática Computacional e Aplicada (SBMAC) e da Sociedade Brasileira para o Progresso da Ciência (SBPC), atualmente é membro titular do Conselho da SBF e membro da Academia de Ciências da Bahia (ACB). Coordenou o Grupo de Modelagem Matemática e Computacional de Sistemas Vivos junto ao Instituto Nacional de Ciência e Tecnologia - Ciência, Inovação e Tecnologia em Saúde (INCT-CITECS) de 2010 a 2015. Participa desde 2016 do INCT - Sistemas Complexos.

## Biografia
Nascida em Salvador em 1964, período do golpe militar, filha e neta de professores universitários, a convivência com o mundo acadêmico sempre fez parte de sua vida. Adquiriu deles determinação e disciplina, além da criatividade e da curiosidade intelectual, ingredientes essenciais à trajetória acadêmica que seguiria adiante. Bacharel e mestre em Física pela Universidade Federal da Bahia, em 1986 e 1991 respectivamente, doutora em Física pela Universidade de São Paulo (1998), realizou pós-doutorado no Applied Mathematics Institute da University of Alberta, Canadá (2002).
A propensão pela multidisciplinaridade em ciência já se manifestava no ensino médio, quando a atração pela Matemática, Física e Biologia causava inquietação na escolha profissional e foi determinante na atuação como pesquisadora. Na graduação em Física, foi introduzida à área de dinâmica não linear pelo Prof. Roberto Andrade, seu orientador no mestrado, mesclando Física e Matemática em sua dissertação. No doutorado, com a Profa. Carmen Prado e o Prof. Silvio Salinas na área de física estatística e sistemas complexos, sempre fazendo uso de técnicas computacionais.
No pós-doutorado, com o Prof. Herb Friedman, autou na modelagem matemática e computacional de sistemas vivos, com forte interface com pesquisadores das ciências da vida. Tem abordado, com base nos modelos matemáticos, questões que vão desde a otimização dos agentes capazes de reduzir tumores pela ação combinada de terapias até a determinação da faixa etária de vacinação contra dengue, considerando séries temporais de casos de dengue nas cidades brasileiras.
Nessas áreas de pesquisa, orientou cerca de 40 trabalhos de iniciação científica, mestrado e doutorado, proferiu diversas palestras convidadas em eventos e visitas científicas em instituições brasileiras – USP, UNIFESP, UFRGS, CBPF, IMPA, UFPE, UNB – e estrangeiras – University of Alberta, University of British Columbia, Universidad Autonoma do Mexico, Instituto Gulbenkian de Ciência, Georgia Institute of Technology - tendo vários colaboradores em distintas instituições no Brasil e exterior.
Publicou da ordem de 60 trabalhos científicos em periódicos bem qualificados, e atuou na revisão de manuscritos em mais de 20 periódicos indexados. Suas publicações e orientações versam sobre diversos temas envolvendo sistemas físicos e biológicos: sistemas hamiltonianos não-lineares, modelos aperiódicos de spins, sequências de substituição, criticalidade auto-organizada, redes complexas, mecânica estatística não-extensiva, crescimento tumoral, doenças transmissíveis tais como dengue e tuberculose. Tem interesse pela história da ciência, particularmente, em Termodinâmica e Dinâmica Não-linear, em que publicou alguns capítulos de livros.

## Contribuições na pesquisa & gestão acadêmica
Suani Pinho desenvolve pesquisas de caráter multidisciplinar, combinando física, matemática e biologia. Seus principais temas de investigação incluem:
- Modelagem matemática de doenças transmissíveis: desenvolvimento de modelos para a dinâmica da dengue, zika, tuberculose, hanseníase e COVID-19, com foco em estratégias de controle epidemiológico.[4][5]
- Dinâmica de crescimento tumoral: estudo da resposta de tumores a diferentes terapias com base em modelagem computacional.[6]
- Epidemiologia matemática: análise da propagação de doenças em populações humanas e otimização de políticas públicas de vacinação.[7]
- Redes complexas: aplicação de técnicas da física estatística e teoria dos grafos para compreender a estrutura e dinâmica de sistemas biológicos e sociais.

Em 2014, Suani Pinho assumiu a chefia de Gabinete da Reitoria da UFBA durante a gestão do reitor João Carlos Salles, desempenhando um papel ativo na administração da universidade. Além disso, atuou como conselheira da Sociedade Brasileira de Física (SBF) e é membro da Sociedade Brasileira de Matemática Computacional e Aplicada (SBMAC) e da Sociedade Brasileira para o Progresso da Ciência (SBPC). Entre 2010 e 2015, coordenou o Grupo de Modelagem Matemática e Computacional de Sistemas Vivos no Instituto Nacional de Ciência e Tecnologia em Saúde (CITECS), e a partir de 2016 passou a participar do INCT de Sistemas Complexos. 
Suani Pinho tem sido uma defensora ativa da equidade de gênero na ciência. Participou da Comissão de Relações de Gênero da SBF e contribuiu para iniciativas que buscam aumentar a presença feminina nas ciências exatas. Entre suas ações, destaca-se a defesa da extensão da bolsa de mestrado e doutorado para mulheres em caso de gestação, além do incentivo à participação feminina em comitês de avaliação científica e gestão acadêmica.